# Tourisme au Japon

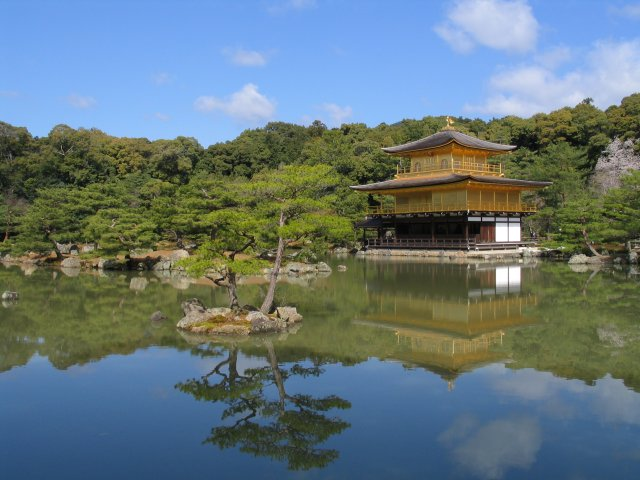
Le Kinkaku-ji, un temple des monuments historiques de l'ancienne Kyōto (patrimoine mondial).

Le tourisme au Japon attire chaque année plusieurs millions de personnes, venues principalement d'Asie de l'Est, d'Amérique du Nord, d'Océanie et d'Europe pour découvrir Tokyo, Kyoto et leurs alentours.

## Principaux points d'entrée et formalités
La plupart des touristes arrivant au Japon n'ont pas besoin d'un visa. Tous les visiteurs étrangers doivent se faire photographier et donner leurs empreintes digitales en débarquant au Japon depuis le 20 novembre 2007. 
Jusqu'en juillet 2010, l'attribution de visas individuels aux touristes chinois était limitée à ceux justifiant d'un revenu annuel d'au moins 250 000 yuans (près de 30 000 euros en 2010), ceci afin de limiter l'immigration clandestine. Ces mesures ont été assouplies en juillet 2010 : limitation à un revenu annuel de 60 000 yuans (près de 7 000 euros en 2010) par an, ou à la possession d'une carte bancaire « gold ». Pour les Chinois ne disposant pas de ces revenus, les vacances doivent se faire en groupe via des agences de voyages.
À partir de janvier 2019, toutes les personnes âgées de plus de deux ans quittant le pays doivent s'acquitter, lors de l'achat de leur billet, d'une taxe de 1 000 yens (7,50 euros).

### Air
- Aéroport international Haneda de Tokyo (HND)
- Aéroport international de Narita (NRT)
- Aéroport international du Kansai (KIX)
- Aéroport international du Chūbu (NGO)
- Aéroport de Fukuoka (FUK)

## Touristes
Le nombre de touristes étrangers au Japon en 2023 était de 25,1 millions de personnes. Il est ainsi remonté à 80 % du record de 2019. De 2020 à 2022, le nombre de visiteurs étrangers au Japon avait en effet fortement chuté, à cause des restrictions de voyage dues à la pandémie de Covid-19 (moins de 5 millions par an). En 2024, il a fait un bond et atteint son record à 36,9 millions, devenant ainsi cette année, le pays asiatique le plus visité par les touristes internationaux et est entré dans le top 10 des pays les plus visités au monde .
En 2019, le Japon  comptabilise 31,9 millions de visiteurs étrangers sur son sol, contre 31,2 millions en 2018, et 28,7 millions en 2017,. Les touristes étrangers sont au nombre de 21 millions en 2016 (sur 24 millions de visiteurs étrangers), 17 millions (sur 19,7 millions de visiteurs) en 2015.  10,9 millions en 2014, 8 millions en 2013, 6 millions en 2012, 4,1 millions en 2011, année en baisse due au séisme de 2011 de la côte Pacifique du Tōhoku, de 6,4 millions en 2010, 4,8 millions en 2009 et 6 millions en 2008. Les mois suivants le séisme de 2011, le nombre de touristes étrangers avait chuté de moitié.
Les principaux pays d'origine des visiteurs étrangers en 2017 (touristes et immigrés) :
1. Chine (7 355 818 visiteurs)
2. Corée du Sud (7 140 438 visiteurs)
3. Taïwan (4 564 053 visiteurs)
4. Hong Kong (2 231 568 visiteurs)
5. États-Unis (1 374 964 visiteurs)
6. Thaïlande (987 211 visiteurs)
7. Australie (495 054 visiteurs)
8. Malaisie (439 548 visiteurs)
9. Philippines (424 121 visiteurs)
10. Singapour (404 132 visiteurs)
11. Indonésie (352 330 visiteurs)
12. Royaume-Uni (310 499 visiteurs)
13. Viêt Nam (308 898 visiteurs)
14. Canada (305 591 visiteurs)
15. France (268 605 visiteurs)

Durant l'année 2015, pour la première fois depuis 1970, le nombre de visiteurs étrangers au Japon dépasse celui des Japonais voyageant à l'étranger (16,2 millions).
Les touristes sud-coréens ont constitué, à plusieurs reprises dans le passé, le plus grand pourcentage de touristes. En 2010, leurs 2,4 millions d'arrivées représentaient un total de 27% des touristes visitant le Japon.
Les voyageurs en provenance de Chine sont ceux qui dépensent le plus au Japon. En 2011, ils ont dépensé environ 196,4 milliards de yens (2,4 milliards de dollars américains), soit près d'un quart des dépenses totales des visiteurs étrangers, selon les données du Japan Tourism Agency. En 2010, les touristes chinois dépensent chacun en moyenne plus de 115 000 yens lors de leur séjour au Japon, contre 70 000 pour les taïwanais et 25 000 pour les américains.
De 2016 à 2020, le gouvernement japonais espérait recevoir 40 millions de touristes étrangers chaque année. Selon Japan National Tourism Organization, en 2017, trois touristes étrangers sur quatre venaient d'autres régions d'Asie de l'Est comme la Corée du Sud, la Chine continentale, Taïwan et Hong Kong.
La présence des touristes étrangers se concentre très majoritairement suivant l'axe Tokyo Osaka, dans les régions du Kansai et de Kantō, sur l'île de Honshū.
Les industries japonaises du cinéma, de la télévision, du jeu vidéo et du manga/anime jouent un rôle dans le tourisme au Japon. Dans les enquêtes menées par Statista entre 2019 et 2020, 24,2 % des touristes en provenance des États-Unis ont déclaré qu'ils étaient motivés à visiter le Japon en raison de la culture populaire japonaise.

## Principaux points d'intérêt

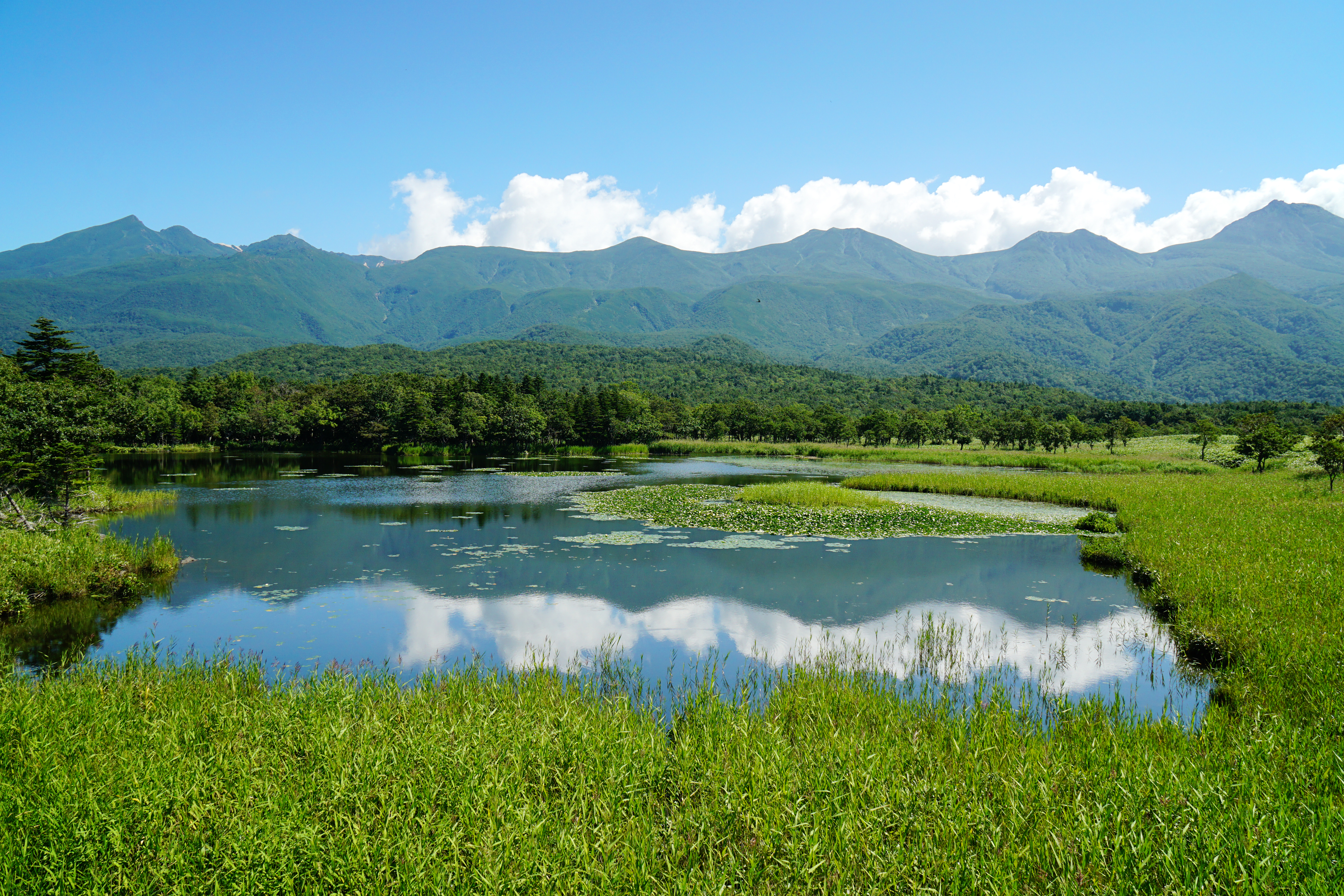
Shiretoko (Patrimoine mondial)

Gratte-ciels de Shinjuku à Tokyo et le Mont Fuji

Shirakawa-gô (Patrimoine mondial)

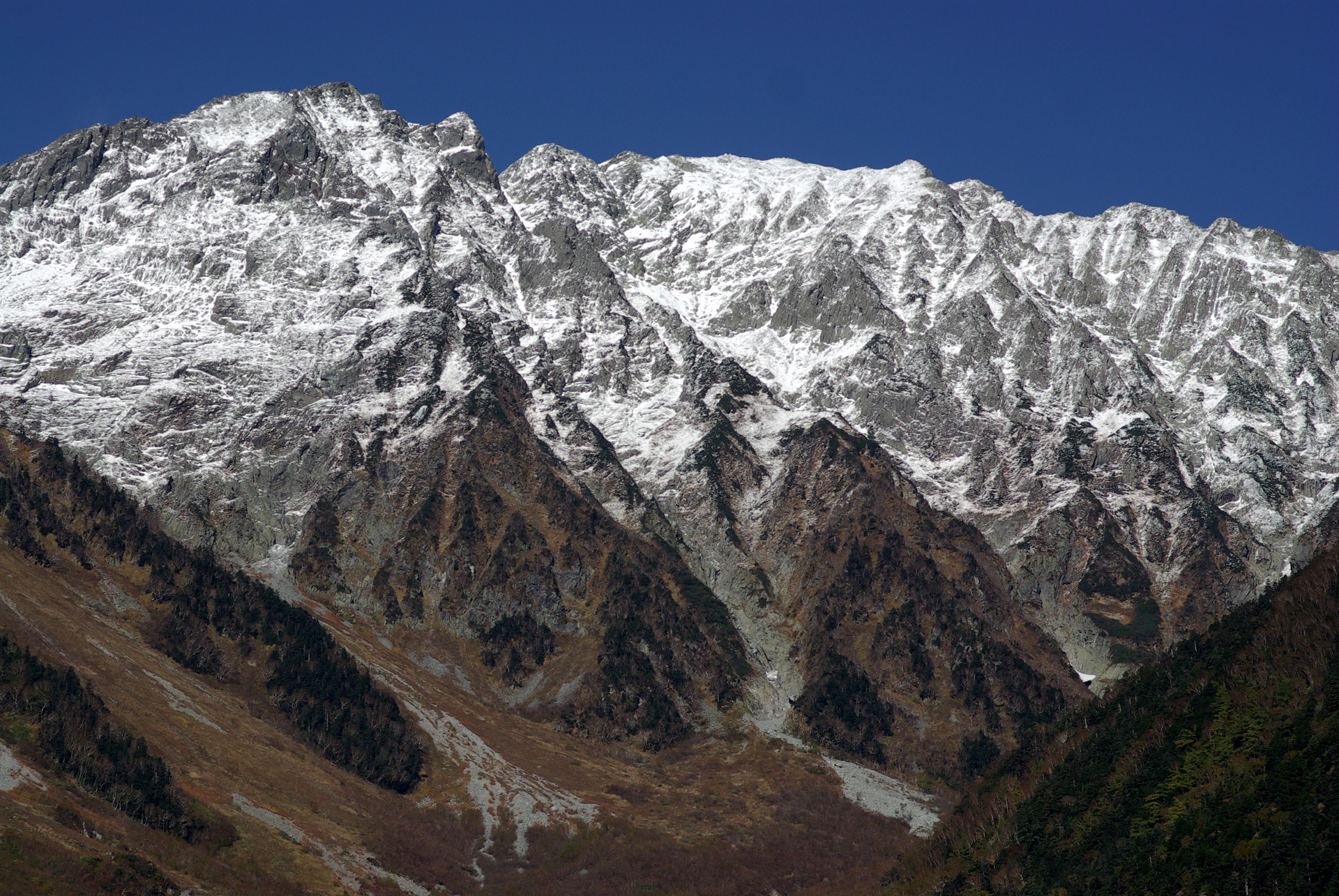
Alpes japonaises vues de Kamikōchi

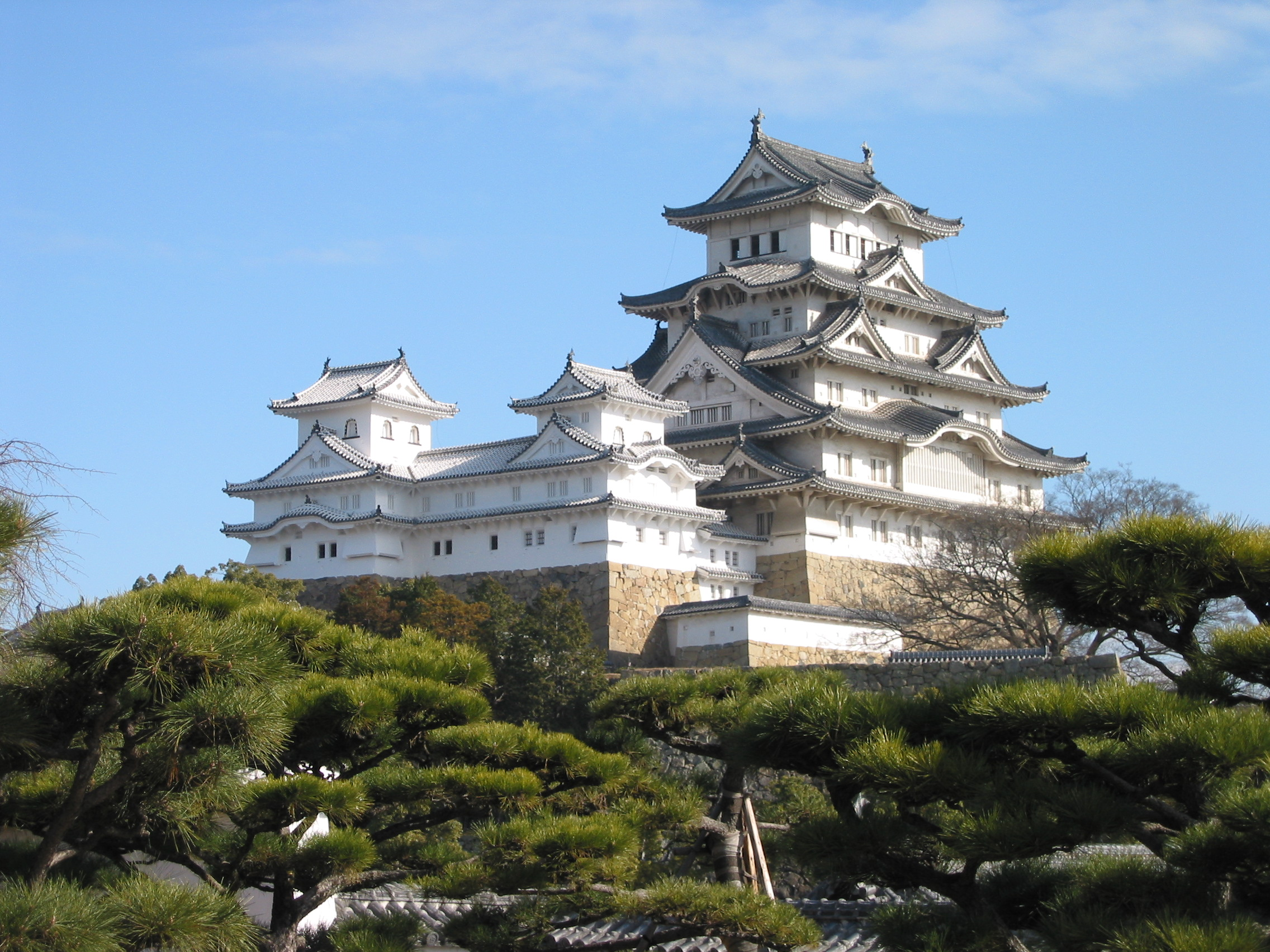
Château de Himeji (Patrimoine mondial)

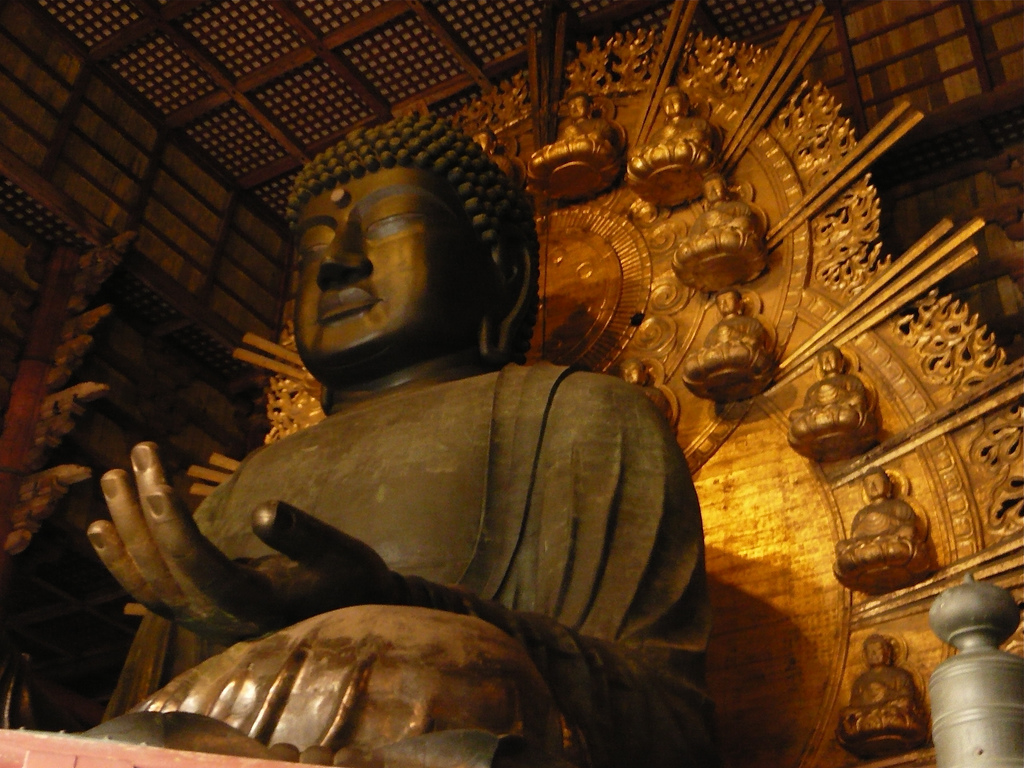
Tōdai-ji Daibutsu in Nara (Patrimoine mondial)

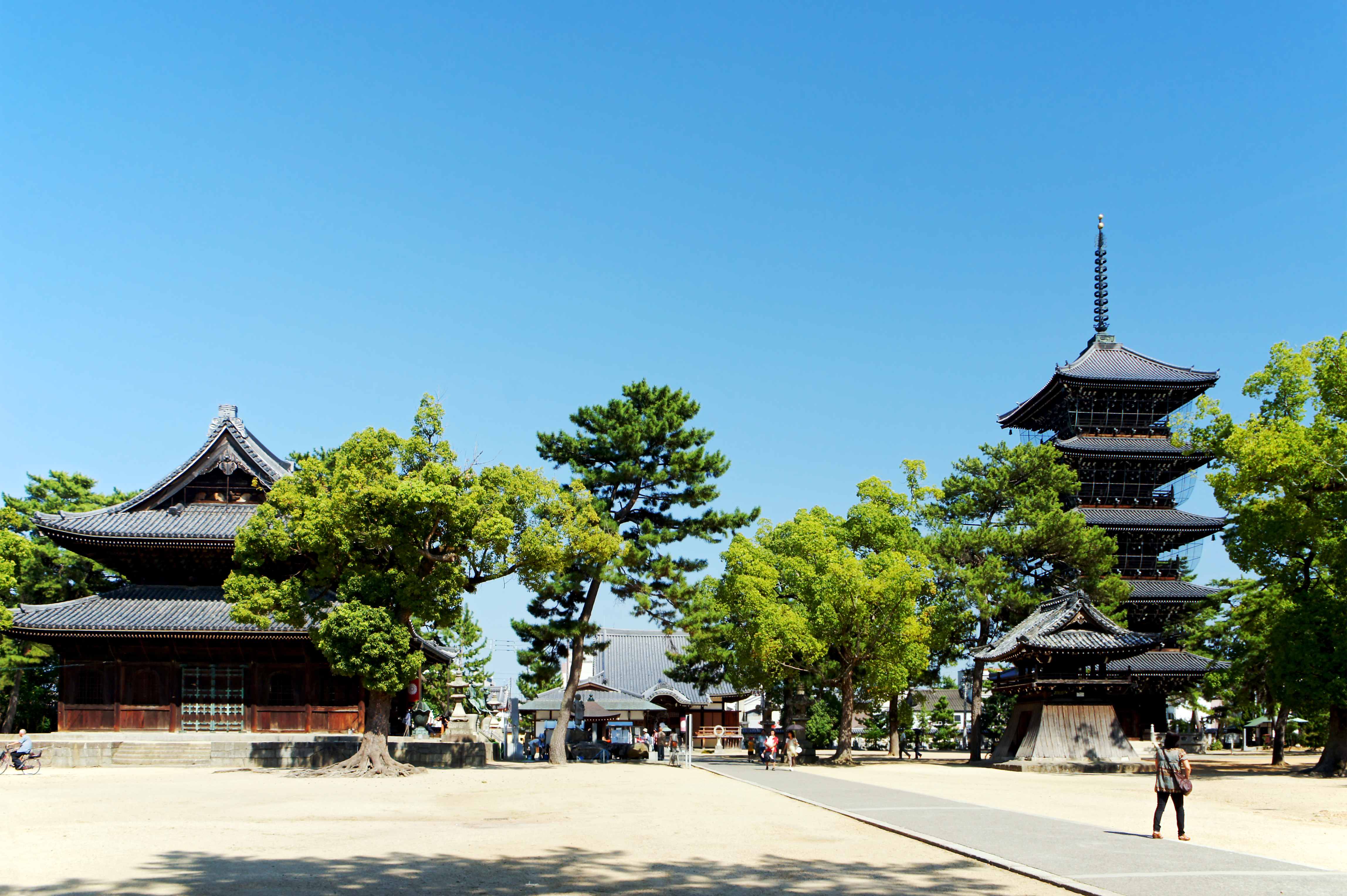
Pèlerinage de Shikoku (Zentsū-ji)

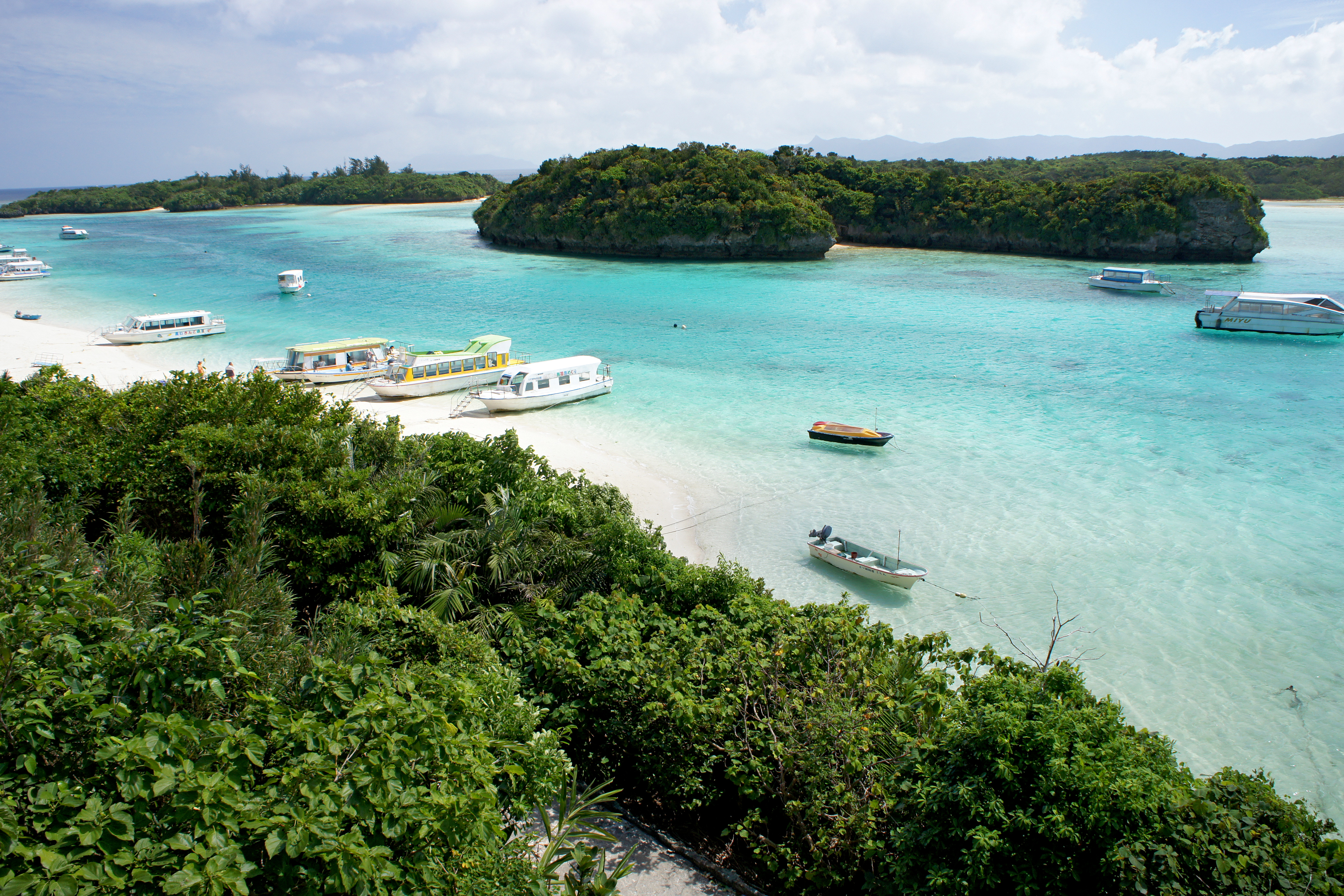
Ishigakijima, Préfecture d'Okinawa

### Hokkaidō
- Shiretoko (PM)[27], Parc national de Daisetsuzan
- Sapporo et son festival de la neige[27]
- Teshikaga - Lac Mashū, Lac Kussharo
- Lac Tōya
- Otaru[27]
- Noboribetsu Onsen

### Tōhoku
- Hiraizumi (PM)[27]
- Shirakami-Sanchi (PM)[27]
- Lac Towada
- Zaō Onsen
- Matsushima

### Kantō
- Hakone Onsen
- Kamakura
- Kusatsu Onsen
- Nikkō - Sanctuaires et temples de Nikkō (PM)[27]
- Tōkyō - Kōkyo, Tokyo Disney Resort, Asakusa, Akihabara, Ginza, Harajuku, Shibuya, Shinjuku

### Chūbu
- Mont Okukane
- Mont Fuji[27]
- Alpes japonaises
- Shiga Kogen
- Matsumoto - Kamikōchi, Matsumoto-jō
- Villages historiques de Shirakawa-gō et Gokayama (PM)[27]
- Kanazawa avec le Kenroku-en et le temple Myōryū-ji (Ninja-dera)[27]

### Kansai
- Ikaruga - Hōryū-ji (PM)
- Himeji - Château de Himeji (PM)[27]
- Kyōto - Kinkaku-ji, Ginkaku-ji, Kiyomizu-dera, Ryōan-ji, Sanjūsangen-dō, et cetera, elles font partie de Monuments historiques de l'ancienne Kyōto (PM)[27]
- Uji - Byōdō-in (PM), Relations de Le Dit du Genji
- Nara - Tōdai-ji, Tōshōdai-ji, Kōfuku-ji, Yakushi-ji, palais de Nara, Kasuga-taisha, et cetera, elles font partie de Monuments historiques de l'ancienne Nara (PM)[27]
- Mont Kôya - Kongōbu-ji (PM)
- Mont Yoshino - Kinpusen-ji, etc. (PM)
- Ōtsu - Lac Biwa, Mont Hiei, Enryaku-ji (PM),
- Nachikatsuura - Chutes de Nachi, Kumanonachi-taisha, etc. elles font partie des sites sacrés et chemins de pèlerinage dans les monts Kii (PM)[27], Nanki-katsuura Onsen
- Ōsaka - Umeda, Ōsaka-jō, Universal Studios Japan, Dōtonbori, Aquarium Kaiyukan, Shi Tennō-ji[27]
- Kōbe - Port de Kobé, Pont du détroit d'Akashi, Mont Rokkō, Arima Onsen, Chinatown (Nankinmachi)
- Toyooka - Parc national de San'inkaigan, Kinosaki Onsen
- Nanki-shirahama Onsen

### Chūgoku
- Préfecture de Hiroshima - Château d'Hiroshima - Dôme de Genbaku (PM), Miyajima (PM), Tomonoura[27]
- Préfecture de Shimane - Ville-château de Matsue, Musée d'art Adachi, grand sanctuaire Izumo-taisha, mine d'argent Iwami Ginzan (PM)

### Shikoku
- Pèlerinage de Shikoku
- Préfecture d'Ehime - Dōgo Onsen
- Préfecture de Kagawa - Kotohira-gū
- Préfecture de Kōchi - Cap Ashizuri, Cap Muroto
- Préfecture de Tokushima - Tourbillon de Naruto, Awa-Odori

### Kyūshū
- Sakurajima
- Monts Kirishima - Mont Karakuni, et cetera
- Yakushima (PM)[27]
- Préfecture de Okinawa - Sites Gusuku et biens associés du royaume des Ryukyu (PM), Ishigaki-jima[27]
- Beppu et Yufuin (onsen)[27]

### Tops 3 par thème
Il existe au Japon plusieurs classements touristiques par thème de type « top 3 » :
- Trois vues les plus célèbres du Japon (ou plus beaux paysages) ;
- Trois jardins les plus célèbres du Japon ;
- Trois plus beaux paysages de nuit du Japon (et Trois nouveaux plus beaux paysages de nuit du Japon) ;
- Trois plus grands châteaux : château d'Osaka et château de Nagoya et château de Himeji (ou château d'Edo ou château de Kumamoto) ;
- Trois plus grands festivals : Gion matsuri, Kanda matsuri et Tenjin matsuri ;
- Trois plus grands feux d’artifice : Feux d’artifice d'Ômagari, de Tsuchiura et de Nagaoka ;
- Trois meilleures sources thermales : Arima Onsen, Kusatsu Onsen et Gero Onsen.

## Typologie du tourisme au Japon

### Tourisme patrimonial et culturel
Plusieurs formes de pratiques touristiques liées aux guerres qu'a connu le Japon coexistent. Certaines relèvent du tourisme patrimonial et met en avant des sites militaires majeurs ou locaux (comme le site de la bataille de Sekigahara dans la préfecture de Gifu). D'autres relèvent du tourisme de mémoire et sont liés à des évènements traumatiques (comme les pertes civiles japonaises lors de la bataille d'Okinawa ou aux bombardements atomiques d'Hiroshima et de Nagasaki), alors que d'autres peuvent relever d'un cadre plus politique (comme certains événements organisés au sanctuaire Yasukuni).
La pratique du Seichi junrei, littéralement « pèlerinage vers des lieux sacrés », permettant de visiter des lieux mis en avant par des films, des séries, des anime, et/ou des manga s'est développé et concerne à la fois les clientèles locales et étrangères.

### Tourisme gastronomique

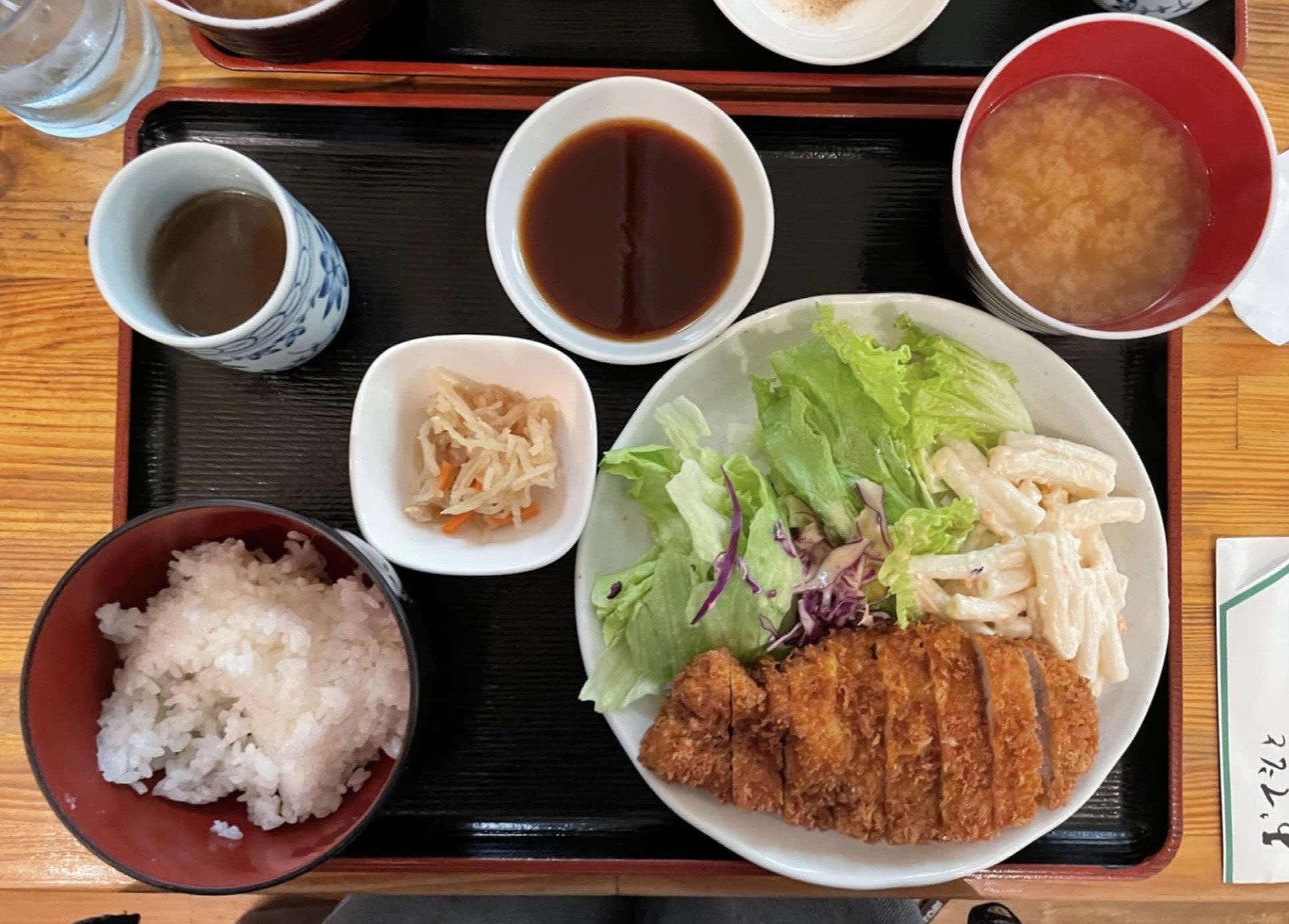

## Sources